# Schiffornis
A Schiffornis a madarak (Aves) osztályának verébalakúak (Passeriformes) rendjébe és a Tityridae családjába tartozó nem.

## Rendszerezés
A nembe az alábbi 3 faj tartozik:
- rozsdás pipra (Schiffornis turdinus)
- Schiffornis major
- Schiffornis virescens